# Самсон Дауда
Самсон Дауда (англ. Samson Dauda; 11 березня 1986, Лагос, Нігерія) — нігерійсько-британський професійний бодібілдер, який виступає у відкритому дивізіоні з бодібілдингу серед чоловіків у Професійній лізі IFBB. Він є поточним Містером Олімпія, вигравши титул у конкурсі «Містер Олімпія» 2024 року.

## Біографія
Самсон Дауда народився в Лагосі, Нігерія, 11 березня 1986 року. У підлітковому віці він переїхав до Великобританії, де спочатку зосередився на грі в регбі. Його знайомство з бодібілдингом відбулося завдяки підтримці його товаришів по команді з регбі та власника тренажерного залу Кріса Джонса. Побачивши Філа Хіта на змаганнях «Містер Олімпія» 2013 року, Дауда зосередився на бодібілдингу та брав участь у першому змаганні з цього виду спорту у квітні 2014 року. Перед тим, як присвятити себе бодібілдингу в повній мірі, Дауда працював на будівництві та робітником з обслуговування будинку для людей похилого віку, зрештою вирішив залишити роботу в 2020 році під час шоу в Південній Кореї, щоб повністю зосередитися на своїй спортивній кар'єрі.
Самсон Дауда отримав свою картку IFBB Pro у 2017 році після перемоги в загальному заліку на аматорському діамантовому кубку IFBB у Римі, що стало переломним моментом у його кар'єрі в бодібілдингу. Наступного року він дебютував як професіонал на EVLS Prague Showdown у 2018 році, посівши 5 місце. Його перша перемога як спортсмена IFBB Pro відбулася в 2021 році на EVLS Prague Pro, що принесло йому кваліфікацію на змагання «Містер Олімпія» 2022 року, де він дебютував і фінішував 6-м. У 2023 році він виграв Arnold Classic US, а пізніше покращив свою позицію на Містер Олімпія, фінішувавши 3-м. У 2024 році Самсон Дауда виграв Містер Олімпія, обійшовши Хаді Чупана та Дерека Лансфорда, а також отримав титул «Народного чемпіона». Він став першим бодібілдером нігерійського походження, який виграв змагання «Містер Олімпія».
Самсон Дауда працював з Мілошем Шарчевим як його тренером протягом 13 професійних шоу, перш ніж розійтися в березні 2024 року. Його дружина, Марлена Густовська, стала тренером Дауди, ставши першою жінкою, яка тренувала переможця Містер Олімпія.

## Історія змагань
- 2014 WABBA World Championships — 2-е (Tall)[7]
- 2015 IFBB Amateur Olympia UK — 8-е (Понад 100 кг)[8]
- 2015 IFBB British Championships — 3-є (Суперважка вага)[7]
- 2016 IFBB British Championships — 4-е (Суперважка вага)[7]
- 2017 IFBB Amateur Arnold Classic Europe — 5-е (Понад 100 кг)[7]
- 2017 IFBB Amateur Diamond Cup Rome — 1-е (Понад 90 кг і загалом)[3]
- 2018 EVLS Prague Showdown — 5-е[9]
- 2018 George Farah Classic Pro Italy — 9-е[9]
- 2018 IFBB Prague Pro — 5-е[9]
- 2018 IFBB Romania Muscle Fest Pro — 11-е[10]
- 2019 IFBB British Grand Prix — 2-е[11]
- 2019 IFBB Chicago Pro — 7-е[12]
- 2019 IFBB Portugal Pro — 5-е[13]
- 2019 IFBB Vancouver Pro — 8-е[14]
- 2020 IFBB British Grand Prix — 6-е[15]
- 2020 IFBB Europa Dallas Pro — 5-е[16]
- 2020 IFBB Monsterzym Pro — 2-е[17]
- 2021 IFBB Romania Muscle Fest Pro — 2-е[18]
- 2021 IFBB EVLS Prague Pro — 1-е[19]
- 2021 IFBB KO Egypt Pro — 3-є[20]
- 2021 IFBB Yamamoto Cup Pro — 3-є[21]
- 2022 IFBB Arnold Classic US — 4-е[22]
- 2021 IFBB Arnold Classic UK — 2-е[23]
- 2022 IFBB Boston Pro — 4-е[24]
- 2022 IFBB Mr. Olympia[en] — 6-е[25]
- 2023 IFBB Mr. Olympia[en] — 3-є[26]
- 2023 IFBB Romania Muscle Fest Pro — 1-е[27]
- 2023 IFBB EVLS Prague Pro — 1-е[28]
- 2023 IFBB Arnold Classic US — 1-е
- 2024 IFBB Arnold Classic US — 2-е[29]
- 2024 IFBB Arnold Classic UK — 2-е[30]
- 2024 IFBB Tsunami France Pro — 1-е[31]
- 2024 IFBB Mr. Olympia[en] — 1-е[32]